# Random walk
En random walk (dansk: tilfældig gåtur) er en stokastisk proces, der består af en række tilfældige skridt. Random walks kan bruges til at modellere fænomener såsom brownske bevægelser og diffusion, dyrebevægelser, polymerer (den idelle kæde) og optioner (Black-Scholes-modellen).